# قاعده فراغ و تجاوز
قاعده فِراغ عبارت است از: حکم ظاهری به صحّت عملی که شخص از انجام آن عمل، فارغ شده است؛ به عنوان مثال: اگر مکلّف نمازی خواند و بعد از اتمام نماز، در اجزاء یا شرائط آن نماز از نظر صحّت شکّ کرد، قاعده فِراغ، حکم ظاهری صحّت نماز را برای این شخص اثبات می‌کند.

قاعده تجاوز عبارت است از: حکم ظاهری به اتیان جزء مشکوک پس از تجاوز از محلّ آن؛ به عنوان مثال: اگر مکلّف در سجده نمازش شکّ کند که آیا رکوع نماز را به جا آوره است یا نه؟ قاعدهٔ تجاوز، حکم ظاهری به اتیان رکوع را برای او جعل می‌کند.

بنابراین، فرق اجمالی این دو قاعده، بنابر آن که دو قاعدهٔ مستقلّ باشند، آن است که مورد قاعده فراغ، شکّ در صحّت جزء آورده شده است، امّا مورد قاعده تجاوز، شکّ در اصل آوردن جزء است.